# Philodromus tabupumensis
Philodromus tabupumensis är en spindelart som beskrevs av Alexander Petrunkevitch 1914. Philodromus tabupumensis ingår i släktet Philodromus och familjen snabblöparspindlar.
Artens utbredningsområde är Myanmar. Inga underarter finns listade i Catalogue of Life.